# Eran Riklis
Eran Riklis (in ebraico ערן ריקליס‎?; Gerusalemme, 2 ottobre 1954) è un regista israeliano.

## Biografia
Nato a Gerusalemme il 2 ottobre 1954, si è diplomato alla National Film School di Beaconsfield, in Inghilterra, nel 1982. Nel 1991 la sua pellicola Finale di coppa partecipa a diversi Festival cinematografici internazionali, tra i quali il Festival internazionale del cinema di Berlino, la Mostra internazionale d'arte cinematografica di Venezia e il Festival cinematografico internazionale di Mosca dove ottiene la candidatura per il miglior film

Il suo film biografico Zoahr del 1993, sulla vita del cantante israeliano Zohar Argov, è risultato il film israeliano con il maggior successo di pubblico degli anni '90. Il suo film successivo, Vulcan Junction, ottiene il premio come Miglior Film all'Haifa International Film Festival. 
È sposato con Dina Zvi-Riklis, con cui ha avuto due figli, Tammy e Jonathan.

## Filmografia

### Regista
- B'Yom Bahir Ro'im et Dameshek (1984)
- Finale di coppa (Gmar Gavi'a) (1991)
- Zohar (1993)
- Straight Ve-La'inyan (1993-1994) – serie TV
- Sipurey Efraim (1995) – serie TV
- Kezef Katlani (1996-1999) – serie TV
- Tzahal 1 (1997-1998) – serie TV
- Vegvul Natan (Vulcan Junction) (1999)
- Tzomet volkan (1999)
- Ha-Masa'it (2002) – serie TV
- Pituy (2002)
- La sposa siriana (The Syrian Bride) (2004)
- Il giardino di limoni - Lemon Tree (Etz Limon) (2008)
- Il responsabile delle risorse umane (The Human Resources Manager) (2010)
- Playoff (2011)
- In fuga con il nemico (Zaytoun) (2012)
- ʿAravim roqdim (2014)
- Love Letter to Cinema (2014)
- Shelter (2017)
- Armi chimiche (Spider in the web) (2019)
- Leggere Lolita a Teheran (Reading Lolita in Tehran) (2024)

### Sceneggiatore
- B'Yom Bahir Ro'im et Dameshek (1984)
- Vegvul Natan (Vulcan Junction) (1999)
- Ha-Masa'it (2002) – serie TV
- La sposa siriana (The Syrian Bride) (2004)
- Il giardino di limoni - Lemon Tree (Etz Limon) (2008)
- Playoff (2011)
- Love Letter to Cinema (2014)
- Shelter (2017)

### Attore
- Zohar (1993)